# Liste der kaiserlichen Generale der Frühen Neuzeit/M
Legende: * geboren | ~ getauft | † gestorben | ⚔ gefallen | Zu den Rangbezeichnungen siehe auch Generalsränge auf der Startseite.
- Gaetano Gambacorta, Principe di Macchia

* 9. Februar 1657 † 27. Januar 1703. Laufbahn: 19. Mai 1702 Generalfeldwachtmeister
- Michael Alexander Jakob Graf von MacDonell

† 1759. Laufbahn: 1. März 1755 Generalfeldwachtmeister
- Peter Julius Cäsar Freiherr von MacElligot[1]

* 1715 † 17. Februar 1781. Laufbahn: 9. April 1764 mit Rang vom 28. Juli 1758 Generalfeldwachtmeister
- Peter Karl Freiherr von MacElligot

† 20. März 1825. Laufbahn: 4. Dezember 1812 Generalmajor, 1814 im Ruhestand
- Johann Baptist MacHugh de Burgh

† 1754. Laufbahn: 20. Januar 1744 Generalfeldwachtmeister
- Johann Sigismund Macquire von Inniskillen (Johann Sigismund Graf Maguire von Enniskillin)

* 1710/11 † den 21. Januar 1767 zu Troppau Laufbahn: 4. Juli 1746 Generalfeldwachtmeister, 28. Oktober 1756 Feldmarschalleutnant, 15. September 1759 Feldzeugmeister
- Karl Freiherr Mack von Leiberich

* 24. August 1752 † 22. Oktober 1828. Laufbahn: 24. Februar 1794 mit Rang vom 20. Februar 1791/4 Generalmajor, 2. März 1797 mit Rang vom 2. März 1797 Feldmarschalleutnant, 1806 kassiert
- Wolfgang Macskásy von Tinkova

* ? † ?. Laufbahn: 19. Dezember 1753 Generalfeldwachtmeister
- Johann Baptist Seraphim Freiherr von Maelcamp

~ 14. November 1730 – April 1797. Laufbahn: 9. September 1786 mit Rang vom 3. September 1786 Generalmajor und im Ruhestand
- Lorenzo Conte di Maestro

⚔ bei Wittstock 1636. Laufbahn: 15. Mai 1627 Generalfeldwachtmeister
- Ferdinand Alexander Franz Marchese di Maffei

* 3. Oktober 1662 † 6. Januar 1730. Laufbahn: 1703 kurbayerischer Generalwagenmeister, 1. Mai 1710 bayrischer General-Feldmarschalleutnant; 9. April 1718 kaiserlicher Feldmarschalleutnant
- Philip Henry Magawly of Calry (1675–1756)

* Generalfeldwachtmeister, 15. Juni 1734 Feldmarschalleutnant (ab 1731 Freiherr, ab 14. Dezember 1734 Graf)
- Karl Friedrich von Magdeburg

† 31. Juli 1803. Laufbahn: 15. Mai 1784 mit Rang vom 1. Mai 1784 Generalmajor, 19. Juli 1801 mit Rang vom 17. Juli 1801 Feldmarschalleutnant
- Franz Graf Magnis von Straßnitz

† 1652. Laufbahn: 9. September 1644 Feldmarschalleutnant
- Karl Alexander Graf von Magnis

† 1690. Laufbahn: 27. April 1690 Generalfeldwachtmeister
- Franz Wilhelm Graf von Maigret et Neau

* ? † ?. Laufbahn: 23. März 1685 Generalfeldwachtmeister (Titel)
- Sebastian von Maillard

* 30. Oktober 1746 † 19. Dezember 1822. Laufbahn: 13. Juli 1801 mit Rang vom 2. Juli 1801 Generalmajor, 17. Februar 1812 Feldmarschalleutnant
- David von Majthány

† 22. Oktober 1810. Laufbahn: 29. Oktober 1800 mit Rang vom 18. Dezember 1800 Generalmajor, 1809 im Ruhestand
- Johann Baptist Marchese di Malaspina

† 1735 ?. Laufbahn: 8. Oktober 1723 Generalfeldwachtmeister, 30. März 1729 Feldmarschalleutnant
- Johann Dominik Graf von Maldeghem und Steenuffel

* 3. November 1662 – 14. Dezember 1745/47. Laufbahn: 18. Oktober 1723 Generalfeldwachtmeister, 9. November 1733 Feldmarschalleutnant
- Johann Joseph Ritter Malordi von Bessenye

† 26. Mai 1784. Laufbahn: 26. November 1777 mit Rang vom 24. April 1777 Generalmajor
- Ignaz Freiherr Malowetz von Malowitz und Kosorsch,

* ? † ?. Laufbahn; 20. Dezember 1751 Generalfeldwachtmeister
- Johann Joseph Freiherr Malowetz von Malowitz und Kosorsch

* 23. November 1737; † 9. Oktober 1816. Laufbahn: 16. Februar 1799 mit Rang vom 9. Februar 1799 Generalmajor, 1799 im Ruhestand
- Leopold Karl Zdenko Freiherr Malowetz von Malowitz und Kossor

* 8. Februar 1812; † 27. Februar 1876: 1. November 1859 Generalmajor, 1. Februar 1867 Feldmarschalleutnant
- Hans Georg Graf von Maltzan zu Wartenberg und Penzlin

* 1638 † 2. Oktober 1715. Laufbahn: 24. April 1674 Generalfeldwachtmeister (Titel), 1708 Feldmarschalleutnant (Titel)
- Salvator Emil von Mancini

* um 1752 † 12. November 1818. Laufbahn: Okt. 1807 mit Rang vom 16. Juni 1805 Generalmajor
- von Mandel,

† 12. März 1799. Laufbahn: 25. April 1798 mit Rang vom 21. April 1798 Generalmajor
- Johann Wilhelm Franz Graf von Manderscheid und Blankenheim

* 14./24. Februar 1708 † 1./4. November 1772. Laufbahn: 20. Februar 1738 Generalfeldwachtmeister; 15. Januar 1743 pfälz. Generalleutnant
- Federigo Marchese di Manfredini

* 24. August 1743 † 19. September 1829. Laufbahn: 25. September 1789 mit Rang vom 17. September 1789 Generalmajor, 1. Januar 1802 Feldmarschalleutnant, 1809 quittiert
- Mangen, ...

* ? † ?. Laufbahn: 23. April 1735 Generalfeldwachtmeister
- Heinrich Franz von Mansfeld  Fürst von Fondi

* 21. November 1640/41 † 11. Juni / 7.1715. Laufbahn: 15. Juni 1679 Generalfeldwachtmeister, 12. September 1682 Feldmarschalleutnant, 16. März 1684 Feldzeugmeister, 3. März 1689 Feldmarschall; 1701 HKR-Pr.
- Graf Philipp von Mansfeld

* 1589 † 8. April 1657. Laufbahn: 24. Januar 1632 Feldzeugmeister, 16. November 1633 Feldmarschall
- Wolfgang Graf von Mansfeld

* 1575 † (1)5. Mai 1638. Laufbahn: 1. Oktober (?) 1605 Generalfeldwachtmeister, 1632 Feldmarschall; 23. Februar 1620 kursächsischer Generalleutnant
- Graf Julius August von der Marck

* 1680 † 8. Juli 1753. Laufbahn: 19. Februar / 4.1727 Feldmarschalleutnant, 28. März 1735 Feldzeugmeister; 1734 Reichs-Feldzeugmeister; 1740 kurpfälzischer Feldzeugmeister
- Michael Freiherr Marcant von Blankenschwert

* 1752 † 25. März 1831. Laufbahn: 22. Juli 1809 Generalmajor
- Achilles de Paulet, Marquis de Marcilly

⚔ bei Belgrad 17. Juli 1717. Laufbahn: 29. August 1714 Generalfeldwachtmeister
- Marialba

* um 1659 † 1745. Laufbahn: 2. März 1735 Generalfeldwachtmeister
- Andreas Freiherr von Máriássy de Markus et Batizfalva

* 1759 ? † 17. Juni 1846/47. Laufbahn: 30. Mai 1809 Generalmajor, 22. September 1813 Feldmarschalleutnant, 9. Mai 1832 Feldzeugmeister (Charakter) ehrenhalber und im Ruhestand
- Adolf Bernhard von Marliani, Ruggero Conte di Marini

* ? † ?. Laufbahn: 5. März 1774 mit Rang vom 6. Dezember 1768 Generalmajor
- Stephan von Marquette

† 25. Februar 1833. Laufbahn: 17. April 1801 mit Rang vom 13. April 1801 Generalmajor, 25. April 1828 Feldmarschalleutnant (Charakter) ehrenhalber und in Ruhestand
- Don Balthasar Graf von Marradas y Vich

* 1650 † 12. August 1638. Laufbahn: 18. Juni 1619 Generalfeldwachtmeister, 24. Oktober 1622 Generaloberst der Kavallerie, 24. März 1626 Feldmarschall, 24. Mai 1627 Generaloberstleutnant
- Graf Ernst Dietrich Marschall von Burgholzhausen (seit 1760 Graf)

* 31. Oktober 1692 † 31. August 1771. Laufbahn: 20. August 1739 Generalfeldwachtmeister, 5. Oktober 1745 Feldmarschalleutnant, 12. Juni 1754 mit Rang vom 5. Dezember 1748 Feldzeugmeister, 9. Mai 1758 Feldmarschall
- Peter Ignaz Freiherr Marschall von Perclat

* 16. Dezember 1764 † 27. Januar 1823. Laufbahn: 15. August 1808 Generalmajor, 26. Juli 1813 Feldmarschalleutnant
- Ludwig Ferdinand Graf von Marsigli

* 10. Juli 1658 † 1. November 1730. Laufbahn: 24. Januar 1700 Generalfeldwachtmeister; 4. Februar 1704 kassiert; 1709 päpstlicher General
- Florimund Claudius Joseph Graf von Martigny du Han

* ? † ?. Laufbahn: 29. Juni 1757 Generalfeldwachtmeister, 2. Februar 1760 mit Rang vom 25. August 1758 Feldmarschalleutnant
- Karl du Han, Graf von Martigny

† 1721 ?. Laufbahn: 30. März 1706 mit Rang vom 20. April 1705 Generalfeldwachtmeister, 16. April 1708 Feldmarschalleutnant, 16. Mai 1716 General der Kavallerie
- Johann Georg Freiherr Martini von Martinsberg

† 1712. Laufbahn: 23. August 1703 GeneralfeldwachtmeisterTitel, 30. März 1706 : * 20. April 1705 Generalfeldwachtmeister ?, 30. Mai 1707 Feldmarschalleutnant (vgl. Martigny!)
- Joseph von Martini

† 28. Januar 1808. Laufbahn: 21. August 1796 mit Rang vom 6. August 1794 Generalmajor
- Andreas Freiherr von Martonitz

* 1765 ? † 7. März 1855. Laufbahn: 30. März 1813 Generalmajor, 3. Juli 1824 Feldmarschalleutnant, 11. Juni 1841 Feldzeugmeister, 8. Januar 1850 im Ruhestand
- Franz Xaver Cavaliere di Marulli

* 4. April 1675 † 2. August 1754. Laufbahn: 2. Mai 1717 Generalfeldwachtmeister, 11. November 1723 Feldmarschalleutnant, 24. März 1735 Feldzeugmeister, 8. Januar 1744 Feldmarschall; 1739 Adm. Don MO
- Philipp Graf von Marulli

* ? † ?. Laufbahn: 29. Juni 1745 Generalfeldwachtmeister, 1754 mit Rang vom 5. August 1752 Feldmarschalleutnant
- Franz Ritter Marziani von Sacile

* 12. April 1763 † 8. Oktober 1840. Laufbahn: 1. September 1807 mit Rang vom 1. August 1805 Generalmajor, 15. Juli 1812 Feldmarschalleutnant, 12. Juni 1835 Feldzeugmeister (Charakter) ehrenhalber und im Ruhestand
- Mastrillo

* ? † ?. Laufbahn: 5. März 1761 Generalfeldwachtmeister
- Siegmund Freiherr von Materna

12. Oktober 1756 Generalfeldwachtmeister
- Johann Andreas Freiherr von Mathesen

† 21. Mai 1793. Laufbahn: 13. Februar 1767 mit Rang vom 10. Januar 1759 Generalfeldwachtmeister, 1. Mai 1773 mit Rang vom 12. Februar 1767 Feldmarschalleutnant, 3. April 1784 mit Rang vom 23. März 1784 Feldzeugmeister
- Ezechiel Matthyasovszky von Alsó-Matthásfalva

* 6. Februar 1730 † 11./20. Dezember 1806. Laufbahn: 4. August 1798 mit Rang vom 3. August 1798 Generalmajor und im Ruhestand
- Franz Anton von Maurer

† 10. Juni 1791. Laufbahn: 21. August 1779 mit Rang vom 14. August 1779 Generalmajor, 17. Mai 1790 mit Rang vom 17. Mai 1789 Feldmarschalleutnant
- Johann Karl Ritter von Maussée

* ? † ?. Laufbahn: 17. November 1766 Generalfeldwachtmeister zur See (!)
- Francisco Conde de Mayans

* ? † ?. Laufbahn: 7. Dezember 1752 Generalfeldwachtmeister
- Freiherr Anton Mayer von Heldenfeld

* 9. Dezember 1764 † 2. Juni 1842. Laufbahn: 1. September 1805 mit Rang vom 30. Januar 1804 Generalmajor, 10. September 1809 Feldmarschalleutnant, 8. Februar 1836 Feldzeugmeister (Charakter) ehrenhalber und im Ruhestand
- Johann Mayer von Heldenfeld

* 25. Mai 1768 † 23. Februar 1839. Laufbahn: 26. Juli 1813 Generalmajor, 1832 im Ruhestand
- Georg Joseph von Mayer

* 30. Mai 1774 † 19. Februar 1818. Laufbahn: 30. Mai 1809 Generalmajor, 7. Oktober 1815 im Ruhestand
- Joseph Georg von Mayer

* 1767 † 9. Februar 1813. Laufbahn: 15. August 1808 Generalmajor
- Karl Ferdinand Mayer

† 24. Februar 1798. Laufbahn: 31. Januar 1796 Generalmajor ehrenhalber
- Johann Friedrich Graf von Mayern

† 27. Juli 1771. Laufbahn: 22. Mai 1753 Generalfeldwachtmeister, 13. Februar 1759 Feldmarschalleutnant; 8. Februar 1763 im Ruhestand
- Honorius Freiherr von Mayersheim

† 13. September 1799. Laufbahn: 27. Mai 1789 mit Rang vom 15. April 1789 Generalmajor, 21. August 1796 mit Rang vom 14. Februar 1794 Feldmarschalleutnant
- Georg August Prinz von Mecklenburg-Strelitz

* 16. August 1748 † 6. November 1785. Laufbahn: 14. März 1772 mit Rang vom 3. Mai 1771 Generalmajor
- Daniel Freiherr von Mécsery de Tsóor

* 29. September 1759 † 30. Dezember 1823. Laufbahn: 29. Oktober 1800 mit Rang vom 15. Januar 1801 Generalmajor, 12. Februar 1809 Feldmarschalleutnant
- Karl Johann Freiherr von Mécsery de Tsóor

* 25. Juni 1770 † 26. Dezember 1832. Laufbahn: 12. Mai 1813 Generalmajor, 15. Mai 1825 Feldmarschalleutnant, 31. Juli 1832 im Ruhestand
- Matthias Prinz von Toscana de Medici

* 9. Mai 1613 † 11. (14. ?) Oktober 1667. Laufbahn: 15. Februar 1632 Feldzeugmeister, 1. Juli 1637 Feldmarschall; 1643 toskan. General
- Johann Freiherr Mednyanszky von Medgyes

* ? † ?. Laufbahn: 1. August 1753 Generalfeldwachtmeister, 3. Januar 1760 mit Rang vom 26. Dezember 1757 Feldmarschalleutnant
- Johann Christoph Freiherr Meichsner von Adelshofen

* ? † ?. Laufbahn: 19. Januar 1771 mit Rang vom 13. Oktober 1759 Generalmajor
- Graf Peter Melander von Holzappel

* 8. Februar 1589 ⚔  17. Mai 1648 bei Zusmarshausen. Laufbahn: 1633 hessen-kasselscher Generalleutnant; 15. Februar 1642 kaiserlicher Feldmarschall; 6. Oktober 1645 niedersächsischer Kreis-Obst.; 3. Mai 1647 kaiserlicher General-Capo
- Michael Friedrich Benedikt Freiherr von Melas

* 12. Mai 1729 † 31. Mai 1806. Laufbahn: 18. Juni 1789 mit Rang vom 15. Juni 1789 Generalmajor, 11. Juni 1794 mit Rang vom 1. Mai 1794 Feldmarschalleutnant, 3. Februar 1799 mit Rang vom 2. Februar 1799 General der Kavallerie, 10. Januar 1803 im Ruhestand
- Joseph Freiherr von Méligny

† 8. Juli 1750. Laufbahn: 22. Juni 1742 Generalfeldwachtmeister
- Mendoza, ...

* ? † ?. Laufbahn: 19. Januar 1730 Generalfeldwachtmeister
- Emanuel Graf von Mensdorff-Pouilly

* 24. Januar 1777 † 28. Juni 1852. Laufbahn: 15./25. Mai 1815 Generalmajor, 20. August 1829 Feldmarschalleutnant, 23. Dezember 1845 General der Kavallerie, 16. Mai 1848 im Ruhestand
- Johann Baptist Graf Mercandin de Ruffin

* 1748 † 13. November 1813. Laufbahn: 6. März 1800 mit Rang vom 1. März 1800 Generalmajor, 1805 im Ruhestand
- Ignaz Karl Graf von Mercandin

† 13. April 1799 (verw. Magnano). Laufbahn: 21. November 1792 Generalmajor, 4. März 1796 mit Rang vom 12. Oktober 1795 Feldmarschalleutnant
- Anton Ignaz Graf von Mercy d’Argenteau

* 20. November 1692 † 22. Januar 1767. Laufbahn: 19. April 1737 Generalfeldwachtmeister, 6. April 1741 Feldmarschalleutnant, 13. Dezember 1753 mit Rang vom 15. August 1748 Feldzeugmeister, (1)7. Oktober 1760 Feldmarschall
- Eugen Gillis Alexis Graf von Mercy d’Argenteau

* 30. Dezember 1743   † 4. Mai 1819. Laufbahn: 9. Oktober 1789 mit Rang vom 3. Oktober 1789 Generalmajor, 4. März 1796 mit Rang vom 6. Mai 1795 Feldmarschalleutnant, 6. September 1808 Feldzeugmeister
- (Philibert?) Louis-Octave-Denis Graf von Mercy d’Argenteau

* 13. Oktober 1710   † 1. April 1802. Laufbahn: 18. März 1756 Generalfeldwachtmeister, 18. April 1758 mit Rang vom 31. Dezember 1756 Feldmarschalleutnant, 3. April 1784 mit Rang vom 30. August 1770 General der Kavallerie
- Claudius Florimund Graf von Mercy

* 1666 ⚔ 29. Juni 1734 bei Parma. Laufbahn: 10. Mai 1704 Generalfeldwachtmeister, 20. Januar 1706 Feldmarschalleutnant, 8. Mai 1716 General der Kavallerie, 12. Oktober 1723 Feldmarschall
- Franz Freiherr von Mercy

* 1597 ⚔ 3. August 1645 bei Allerheim. Laufbahn: 30. April 1635 Generalfeldwachtmeister; 27. März  (9. ?) 1638 kurbayerischer Feldzeugmeister, 31. Mai 1643 Feldmarschall
- Heinrich Freiherr von Mercy

* 1596 † 24. Dezember 1659. Laufbahn: 16. Juni 1641 Generalfeldwachtmeister, 13. Dezember 1644 Feldmarschalleutnant; 1648 lothr. General
- Peter Ernst Freiherr von Mercy

* 1641 † 10. Oktober 1686 (verwundet vor Ofen). Laufbahn: 29. Juli 1682 Generalfeldwachtmeister, 6. September 1685 Feldmarschalleutnant
- Graf Johann Karl Joseph von Merode-Montfort, Fürst von Deynse

* 3. Dezember 1719 † 10. August 1774. Laufbahn: 27. Januar 1751 Generalfeldwachtmeister, 1. Dezember 1757 Feldmarschalleutnant, Feldzeugmeister ?
- Johann III. Philipp Eugen Graf von Merode, Marquis von Westerloo

* 22. Juni 1674 † 12. September 1732. Laufbahn: 1704 spanischer Mariscal del campo; 1. August 1705 kaiserlicher General der Kavallerie, 1. Mai 1717 Feldmarschall
- Johann II. Graf von Merode-Waroux

* 1588/89 † 26. Juli 1633 (verwundet bei Hessisch-Oldendorf). Laufbahn: 28. Dezember 1631 Generalfeldwachtmeister, 10. Dezember 1632 Feldzeugmeister
- Joseph (Franz ?) Freiherr von Mersics

† 30. März 1801. Laufbahn: 10. November 1788 mit Rang vom 21. November 1788 Generalmajor, 1788 im Ruhestand
- Mertens, ...

* ? † ?. Laufbahn: 23. Mai 1769 mit Rang vom 11. Januar 1766 Generalfeldwachtmeister
- Graf Maximilian Friedrich von Merveldt

* 29. Juni 1764 † 5. Juli 1815. Laufbahn: 8. September 1796 mit Rang vom 10. September 1796 Generalmajor, 4. September 1800 mit Rang vom 5. September 1800 Feldmarschalleutnant, 22. Juli 1813 General der Kavallerie
- Franz Freiherr Mauroy de Merville[2]

* 1759 † 3. April 1816. Laufbahn: 18. Mai 1809 Generalmajor, 2. September 1813 Feldmarschalleutnant
- Johann Freiherr Mészáros von Szoboszló

* 1737 † 24. November 1801. Laufbahn: 14. August 1789 mit Rang vom 10. August 1789 Generalmajor, 4. März 1796 mit Rang vom 2. Juni 1794 Feldmarschalleutnant, 28. Februar 1797 im Ruhestand
- Anton Freiherr von Metsch

* 1693 † 1753/54. Laufbahn: 27. August 1751 Generalfeldwachtmeister
- Philipp Emmerich Graf von Metternich zu Winneburg und Beilstein

† (2)6. März 1698. Laufbahn: 20. Mai 1679 Generalfeldwachtmeister, 2. Oktober 1688 Feldmarschalleutnant, 17. Januar 1692 FeldzeugmeisterTitel, 9. Juni 1693 wFeldzeugmeister
- Thomas Metzger von Hackersthal

† Juni 1788. Laufbahn: 15. Mai 1784 mit Rang vom 27. April 1784 Generalmajor, Anf. 1788 im Ruhestand
- Wolmar Johann Graf von Meyerfelt

* um 1667 † 1. Mai 1739. Laufbahn: 23. Oktober 1733 Generalfeldwachtmeister
- Anton Freiherr Mienzky von Strattendorf

† März 1747. Laufbahn: 16. Januar 1744 Generalfeldwachtmeister
- Ferdinand Vinzenz Graf von Migazzi zu Wall und Sonnenthurm

* 1711 † 15./25. Mai 1785. Laufbahn: 11. Februar 1758 Generalfeldwachtmeister, 29. April 1764 mit Rang vom 15. Januar 1760 Feldmarschalleutnant, 1. Mai 1773 mit Rang vom 8. Februar 1770 Feldzeugmeister
- Franz Freiherr Miglio von Prunnberg

† 18. Februar 1752. Laufbahn: 13. November 1733 Generalfeldwachtmeister, 24. Mai 1734 Feldmarschalleutnant
- Johann von Mihálffy

† 1794. Laufbahn: 16. Januar 1790 mit Rang vom 1. Januar 1790 Generalmajor
- Michael Freiherr von Mihalievits

* 1. Januar 1770 † 9. März 1845. Laufbahn: 30. April 1815 Generalmajor, 19. Januar 1831 Feldmarschalleutnant, 29. Juli 1842 Feldzeugmeister (Charakter) ehrenhalber und im Ruhestand
- Stephan von Mihalievits

† 1. Februar 1806. Laufbahn: 1. September 1805 mit Rang vom 22. Februar 1804 Generalmajor
- Bonaventura Nikolaus von Mihanovich

* 1755 † 16. August 1817. Laufbahn: 22. Juli 1809 Generalmajor, 1814 im Ruhestand
- Michael Freiherr Mikassinovich von Schlangenfeld

* ? † ?. Laufbahn: 4. Januar 1763 mit Rang vom 19. Februar 1758 Generalfeldwachtmeister, 19. Januar 1771 mit Rang vom 6. Oktober 1766 Feldmarschalleutnant
- Ludwig Mikovényi von Breznobánya

* 1735 † 6. November / 12.1792. Laufbahn: 29. August 1787 mit Rang vom 29. August 1787 Generalmajor
- Stanislaus Mikovényi von Breznobánya

† 11. August 1802. Laufbahn: 16. Januar 1790 mit Rang vom 4. Januar 1790 Generalmajor, 1801 im Ruhestand
- Ernst von Millner

* ? † ?. Laufbahn: 7. Oktober 1745 Generalfeldwachtmeister
- Dietrich Alexander Freiherr von Miltitz

* 25. April 1726 † 3. Juni 1792. Laufbahn: 24. Dezember 1765 Generalfeldwachtmeister, 9. Mai 1775 mit Rang vom 5. August 1775 Feldmarschalleutnant
- Theodor Freiherr Milutinovich von Milovsky und Weichselburg

* 23. Mai 1766 † (2)7. November 1836. Laufbahn: 29. September 1813 Generalmajor, 20. September 1830 Feldmarschalleutnant, 8. Februar 1836 im Ruhestand
- Axentius Milutinovich von Milovsky

* um 1740 † 21. November 1798. Laufbahn: 24. April 1797 mit Rang vom 28. Mai 1797 Generalmajor
- Ferdinand Freiherr Minckwitz von Minckwitzburg

† 5. Juni 1815. Laufbahn: 4. März 1796 mit Rang vom 23. Januar 1795 Generalmajor, 2. Oktober 1799 mit Rang vom 18. September 1799 Feldmarschalleutnant, 1801 im Ruhestand
- Friedrich Freiherr von Minutillo[3]

* 31. März 1766 † 24. Juli 1843. Laufbahn: 22. Juli 1809 Generalmajor, 28. März 1821 Feldmarschalleutnant, 25. Juni 1835 im Ruhestand
- Hieronymus von Minutillo

* 1715 † 30. Dezember 1804. Laufbahn: 27. Juni 1766 mit Rang vom 3. Mai 1759 Generalfeldwachtmeister
- Johann Sigismund Mislik von Hirschov

* 1606 † 3. November 1666. Laufbahn: Mai 1645 Generalfeldwachtmeister, August 1645 (?) Feldmarschalleutnant
- Gotthard Misseroni von Lison

⚔ bei Alt-Orsova 1738. Laufbahn: 15. Januar 1734 Generalfeldwachtmeister
- Ignaz Freiherr von Mitterer

† 7. März 1801. Laufbahn: 22. April 1795 mit Rang vom 10. Oktober 1791 Generalmajor
- Anton Ernst Graf Mittrowsky von Mittrowitz und Nemyšl

* 16. Juni 1735 † 30. November 1813. Laufbahn: 16. Dezember 1775 mit Rang vom 12. Dezember 1775 Generalmajor
- Anton Freiherr Mittrowsky von Mittrowitz und Nemyšl

* 1735 † 30. September 1809. Laufbahn: 30. April 1796 mit Rang vom 19. Februar 1795 Generalmajor, 2. Oktober 1799 mit Rang vom 17. September 1799 Feldmarschalleutnant
- Johann Nepomuk Karl Freiherr Mittrowsky von Mittrowitz und Nemyšl

† 9. April 1788. Laufbahn: 1. Mai 1773 mit Rang vom 24. Juli 1770 Generalmajor, 26. November 1777 mit Rang vom 19. November 1777 Feldmarschalleutnant
- Joseph Anton Franz Graf Mittrowsky von Mittrowitz und Nemyšl

* 28. Dezember 1733 † 2. März 1808. Laufbahn: 1. Mai 1773 mit Rang vom 1. Juli 1770 Generalmajor, 15. Mai 1784 mit Rang vom 13. Mai 1784 Feldmarschalleutnant, 26. Dezember 1789 mit Rang vom 25. Dezember 1789 Feldzeugmeister
- Maximilian Joseph Graf Mittrowsky von Mittrowitz und Nemyšl

* 30. Mai 1709 † 18. Januar 1782. Laufbahn: 1. Juli 1757 Generalfeldwachtmeister, 1. Juni 1769 mit Rang vom 14. Februar 1760 Feldmarschalleutnant, 1. Mai 1773 mit Rang vom 19. Februar 1770 General der Kavallerie
- Franz Wilhelm Mohr von Waldt

† 20. Juli 1643. Laufbahn: 23. (?) 1.1634 Feldmarschalleutnant : * unbestät.
- Freiherr Johann Friedrich von Mohr

* 18. Juli 1765 † 13. Februar 1847. Laufbahn: 15. August 1808 Generalmajor, 26. Juli 1813 Feldmarschalleutnant, 11. Januar 1830 General der Kavallerie, 13. Februar 1836 im Ruhestand
- Johann von Moitelle

* ? † ?. Laufbahn: 26. Juli 1789 mit Rang vom 24. Juli 1789 Generalmajor, 30. November 1801 mit Rang vom 24. November 1801 Feldmarschalleutnant, 1811 kassiert
- Karl Freiherr von Moltke

† Dez. 1770. Laufbahn: 23. März 1750 Generalfeldwachtmeister, 11. Dezember 1759 mit Rang vom 4. Juni 1757 Feldmarschalleutnant
- Freiherr Philipp Ludwig von Moltke

~ 14. Dezember 1693 † 20. Juli 1780. Laufbahn: 24. Februar 1734 Generalfeldwachtmeister, 14. März 1739 Feldmarschalleutnant, 5. Oktober 1745 Feldzeugmeister, 6. Juli 1754 Feldmarschall
- Jakob Molza, Graf von Gazzolo

† 1782. Laufbahn: 31. Dezember 1762 mit Rang vom 27. Januar 1753 Generalfeldwachtmeister, 19. Januar 1771 mit Rang vom 20. März 1760 Feldmarschalleutnant
- Eugen Freiherr von Monfrault

† 13. Mai 1808. Laufbahn: 1. Januar 1794 mit Rang vom 2. November 1791 Generalmajor, 1. März 1797 mit Rang vom 6. Januar 1797 Feldmarschalleutnant, 15. September 1805 mit Rang vom 6. September 1805 Feldzeugmeister, 1805 im Ruhestand
- Don Mateo Marqués de Moncada y Cardona

* ? † ?. Laufbahn: 16. August 1652 Generalfeldwachtmeister
- Ludwig Ferdinand von Mondet

* 18. Oktober 17(48 ?) † 13. Dezember 1819. Laufbahn: 6. März 1800 mit Rang vom 10. Dezember 1799 Generalmajor, 22. Januar 1808 Feldmarschalleutnant, 1809 im Ruhestand
- Eugen von Monroe

† Aug. 1816. Laufbahn: 1. März 1797 mit Rang vom 5. März 1797 Generalmajor
- Louis de Lopis, Baron de Montdevergues

† 1668/69. Laufbahn: 16. Januar 1647 Generalfeldwachtmeister
- Ernst Graf von Montecuccoli

* 1582 † 8. Juli  ( 7. Juni  ?) 1633 (verwundet bei Breisach). Laufbahn: 20. August 1630 Generalfeldwachtmeister, 24. Mai 1632 Feldzeugmeister
- Herkules Pius Graf von Montecuccoli-Laderchi

* 1664 † 1729. Laufbahn: 26. April 1704 Generalfeldwachtmeister, 22. März 1709 mit Rang vom 13. Januar 1706 Feldmarschalleutnant, 7. Mai 1716 General der Kavallerie, 10. Oktober 1723 Feldmarschall
- Leopold Philipp Wilhelm Fürst von Montecuccoli-Polignago

* 1662 – 9. Januar 1698. Laufbahn: 3. September 1685 Generalfeldwachtmeister, 6. Oktober 1688 Feldmarschalleutnant, 31. Januar 1692 General der Kavallerie, 7. Mai 1696 Feldmarschall
- Raimund Fürst von Montecuccoli-Polignago

* 21. Februar 1609 † 16. Oktober 1680. Laufbahn: 7. September 1642 Generalfeldwachtmeister, 22. Juni 1644 Feldmarschalleutnant, 23. Juni 1648 General der Kavallerie, 12. Januar 1658 Feldmarschall, 6. August 1664 Generalleutnant
- Janus Maximilian Joseph Freiherr von Montgelas

* 1741 † 29. Oktober 1802. Laufbahn: 16. Januar 1790 mit Rang vom 23. Dezember 1789 Generalmajor, 6. April 1801 mit Rang vom 4. April 1801 Feldmarschalleutnant
- Franz Joseph de Monti

* um 1673/74 † 19. April 1743. Laufbahn: 30. Oktober 1741 Generalfeldwachtmeister
- Karl Freiherr du Maz de Montmartin

† 30. September 1802. Laufbahn: 19. Januar 1771 mit Rang vom 14. Februar 1760 Generalmajor
- Louis-Erneste-Gabriel Prince de Montmorency, Comte de Logny

~ 18. Dezember 1735 † 26. März 1768. Laufbahn: 4. Mai 1759 Generalfeldwachtmeister
- Francisco Conde de Montoya de Cardona

† 7. November 1782. Laufbahn: 4. August 1753 Generalfeldwachtmeister, 26. Januar 1759 mit Rang vom 4. Juli 1757 Feldmarschalleutnant
- Johann Sigmund Freiherr Montrichier von Hauskirchen

* ? † ?. Laufbahn: 1653 Generalfeldwachtmeister
- James Graham, 1. Marquess of Montrose

* 1612 † (hinger.) 21. Mai 1650. Laufbahn: 1. Februar 1644 engl.-royal. Generalleutnant; 21. Juni 1648 kaiserlicher Feldmarschall (Titel)
- Don Francisco Felix Felipe Moreno y Astorga,
- Laufbahn: 31. Januar 1689 Generalfeldwachtmeister

- Johann Jakob Freiherr von Möringer

† 1774. Laufbahn: 3. Februar 1744 Generalfeldwachtmeister
- Emerich von Mórócz

† 1758. Laufbahn: 13. Juli 1744 Generalfeldwachtmeister, Juni 1754 mit Rang vom 2. August 1752 Feldmarschalleutnant
- Johann Theodor Freiherr von Morta(i)gne,

* ? † 1691. Laufbahn: 22. Juli 1689 Generalfeldwachtmeister (Titel)
- Ferdinand Johann Graf von Morzin

* 1753/56 † 27. Februar 1805. Laufbahn: 1. März 1797 mit Rang vom 21. Mai 1796 Generalmajor, 3. Oktober 1799 mit Rang vom 3. Oktober 1799 Feldmarschalleutnant
- Johann Rudolf Graf von Morzin

† 1648. Laufbahn: 19. Oktober 1633 Generalfeldwachtmeister, 13. Mai 1636 Feldzeugmeister; 19. Oktober 1638 kursächsischer Generalfeldmarschall
- Peter Prokop Graf von Morzin

* 1768 † 13. November 1855. Laufbahn: 19. November 1814 Generalmajor, 24. August 1830 Feldmarschalleutnant, 30. Mai 1845 Feldzeugmeister, 5. September 1849 im Ruhestand
- Ladislaus Mosa von Sáros-Berkes

† 18. April 1811. Laufbahn: 1. September 1805 mit Rang vom 6. Januar 1803 Generalmajor
- Don Cristóbal de Moscoso y Eslava, Conde de las Torres de Alcorrín

- Duque de Algete Marqués de Cullera

* 1656 † 27. Januar 1749. Laufbahn: 31. Januar 1689 Generalfeldwachtmeister, 15. Oktober 1692 Feldmarschalleutnant; spanischer Generalkapitän
- Johann von Mosel

† 14. Juni 1814. Laufbahn: 2. Oktober 1799 mit Rang vom 25. Oktober 1799 Generalmajor, 5. April 1802 mit Rang vom 30. März 1802 Feldmarschalleutnant ehrenhalber
- Gottfried Wilhelm Freiherr Moser von Filseck

* ? † ?. Laufbahn: 17. April 1763 Generalfeldwachtmeister
- Johann Joseph Mathias Freiherr von Moskopf

* 21. März 1742 † 15. April 1830. Laufbahn: 4. Dezember 1813 Generalmajor (Charakter)
- Johann von Motzen

† 26. Juni 1816. Laufbahn: 6. April 1797 mit Rang vom 20. Mai 1797 Generalmajor, 29. Oktober 1800 mit Rang vom 12. November 1800 Feldmarschalleutnant, 1801 im Ruhestand
- Wilhelm von Motzen

† 4. August 1809. Laufbahn: 13. Mai 1809 Generalmajor
- Heinrich Ferdinand Freiherr von Müffling gen Weiß

* 20. Februar 1681 ⚔ 21. Juli  (23. August  ?) 1737 bei Pošega. Laufbahn: 6. Juli 1729 Generalfeldwachtmeister, 31. Dezember 1733 Feldmarschalleutnant
- Christoph Philipp Freiherr von Müffling genannt Weiß

* 1702 † 26. August 1777. Laufbahn: 17. Januar 1757 Generalfeldwachtmeister, 9. Januar 1760 mit Rang vom 23. Februar 1758 Feldmarschalleutnant
- Kasimir von Müller

† 8. Februar 1789. Laufbahn: 24. Februar 1778 mit Rang vom 21. Februar 1778 Generalmajor
- Franz Mumb von Mühlheim

* 30. März 1754 † 9. April 1832. Laufbahn: 2. September 1809 Generalmajor, 9. April 1824 Feldmarschalleutnant
- Anton Karl Friedrich Günther Freiherr von Münchhausen

† 8. August 1772. Laufbahn: 20. Januar 1761 mit Rang vom 4. Januar 1759 Generalfeldwachtmeister
- Joseph von Munkácsy

* 1753 † 16./18. Dezember 1815. Laufbahn: Febr. 1809 Generalmajor
- Albrecht Joseph Graf von Murray, Baron de Melgum

* 26. August 1774 † 6. Februar 1848. Laufbahn: 26. April 1809 Generalmajor, 2. September 1813 Feldmarschalleutnant, 31. Oktober 1814 im Ruhestand
- Joseph Jakob Graf von Murray, Baron de Melgum

* 6. August 1718 † 5. Juni 1802. Laufbahn: 30. Juni 1760 mit Rang vom 10. Oktober 1758 Generalfeldwachtmeister, 19. Januar 1771 mit Rang vom 30. Januar 1767 Feldmarschalleutnant, 3. April 1784 mit Rang vom 17. März 1784 Feldzeugmeister
- Müs

* ? † ?. Laufbahn: 24. November 1745 Generalfeldwachtmeister
- Joseph Graf von Muscettola

* ? † 29. Mai 1752 Generalfeldwachtmeister
- von Mützschefal

† 1756. Laufbahn: 3. April 1734 Generalfeldwachtmeister
- Anton Ulrich Joseph Freiherr von Mylius[5]

* 29. Juni  (11. Dezember  ?) 1742 † 2. Februar 1812. Laufbahn: 4. März 1796 mit Rang vom 4. August 1794 Generalmajor, 6. März 1800 mit Rang vom 13. September 1799 Feldmarschalleutnant, Dezember 1805 im Ruhestand
- Kaspar Joseph Karl Freiherr von Mylius

* 11. November 1749 † 4. Juli 1831. Laufbahn: 1. Februar 1807 mit Rang vom 17. November 1803 Generalmajor (Charakter) ehrenhalber